# Progeryon guinotae
Progeryon guinotae is een krabbensoort uit de familie van de Progeryonidae. De wetenschappelijke naam van de soort is voor het eerst geldig gepubliceerd in 1976 door Crosnier.